# Abergement
Pour les articles homonymes, voir Abergement (homonymie).

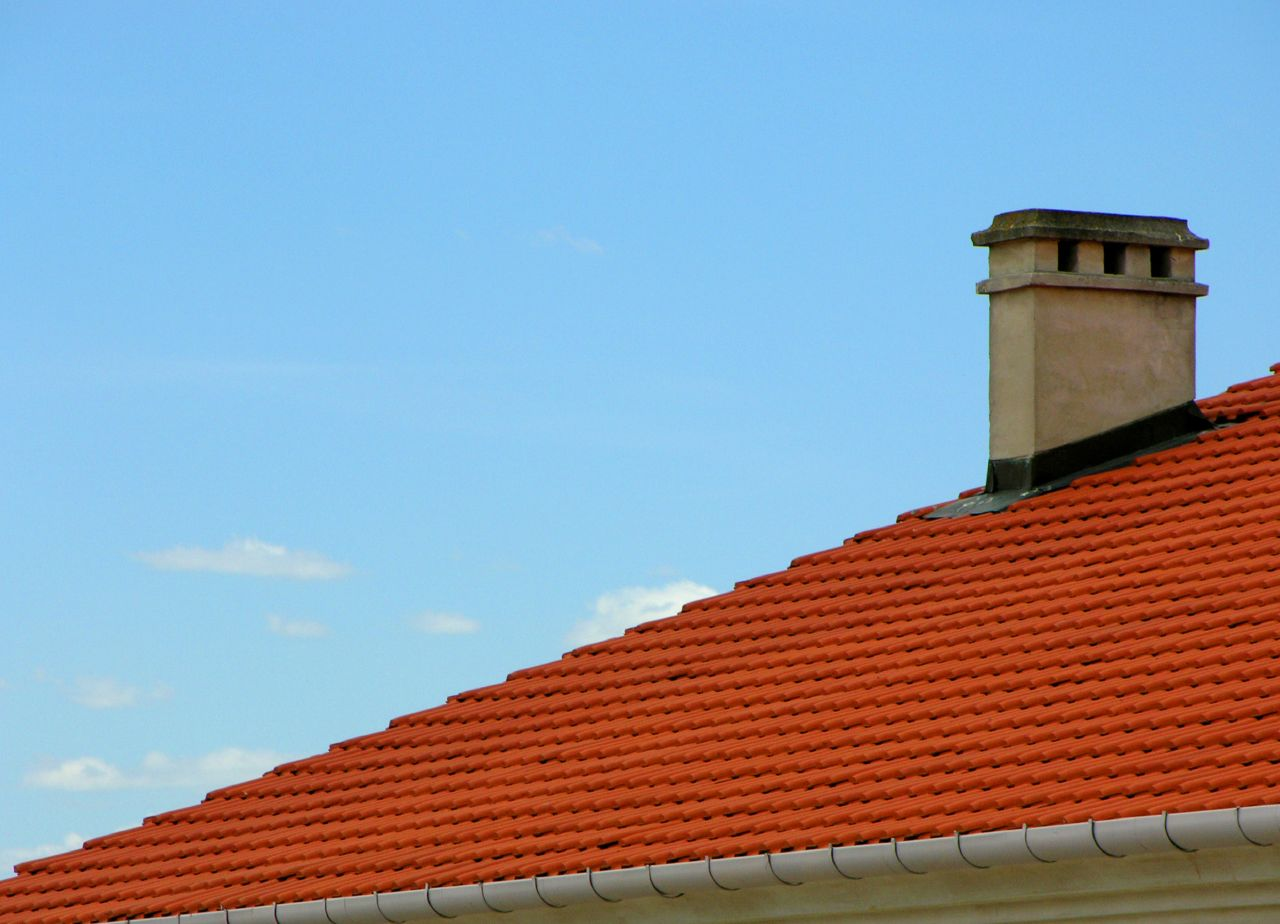
En noir : abergement sur un toit en tuiles.

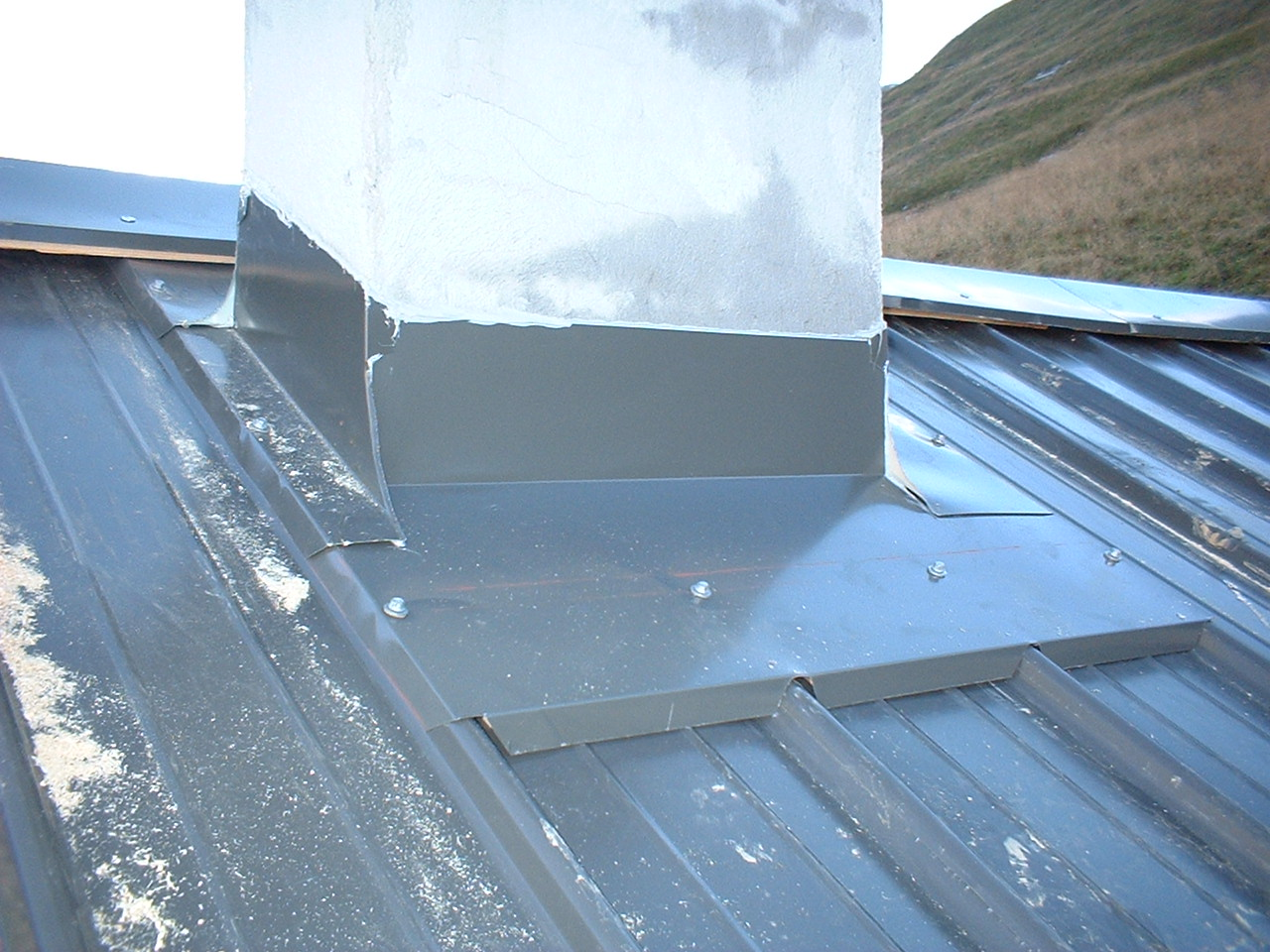
Abergement sans soudures sur tôles nervurées.

Un abergement est, en construction, un ensemble de tôles façonnées et souvent soudées, mises en œuvre par le couvreur-zingueur. Il est destiné à faire la liaison étanche entre les matériaux de couverture et les « accidents de toiture » : les souches de cheminées, les éléments de ventilation sortant en toiture, les ouvertures vitrées ou non destinées à l'accès ou à l'éclairage.
Il doit également être conçu de façon à amortir les mouvements de la toiture (tassement, vieillissement, etc.) en assurant toujours sa mission d'étanchéité.
Il est souvent recouvert par un « porte-solin » destiné à faire la jonction avec l'enduit recouvrant les « accidents de toitures ».
Ces tôles, selon l'architecture et les usages locaux, peuvent être en différents matériaux. Généralement, elles sont en cuivre, en zinc, en aluminium ou en acier galvanisé ou peint.

## Voir
- Glossaire de l'architecture